# Elżbieta Kasznia
Elżbieta Kasznia (ur. 30 listopada 1957 w Rozogach) – bibliotekarka, śpiewaczka, instruktorka śpiewu i twórczyni ludowa z Puszczy Zielonej.

## Życiorys
Urodziła się w rodzinie kurpiowskiej Stanisława i Rozalii z Pisowłockich małżonków Mrówków. Była wieloletnią pracownicą Gminnej Biblioteki Publicznej w Rozogach. Pracowała też w Wojewódzkiej Bibliotece Publicznej w Ostrołęce i „Gminnej Spółdzielni „Samopomoc Chłopska” w Rozogach.
Pieśni uczyła się od ciotek, sąsiadów i innych śpiewaczek i śpiewaków kurpiowskich z okolic Rozóg. Zaczęła występować na początku lat 80. XX w. jako członkini zespołu ludowego. Od roku 1988 występuje jako solistka. Prezentowała umiejętności śpiewacze na przeglądach, konkursach i festiwalach m.in. Kazimierzu, Nowogrodzie, Myszyńcu, Ostrołęce, Szczytnie i Olsztynie, uzyskując liczne wyróżnienia i nagrody. Śpiewała m.in. w radiu BIS i Teatrze Wielkim (widowisko „Wielkanoc na Kurpiach”). Koncertowała w kraju i zagranicą. Pieśni i piosenki w jej wykonaniu zamieszczono na płytach z muzyką ludową. Jej repertuar liczy kilkaset pieśni. Uczy młode pokolenie pieśni kurpiowskich.
Bierze udział w licznych warsztatach, podczas których prowadzi zajęcia ze sztuki ludowej Kurpi: wycinania wycinanek kurpiowskich, robienia kwiatów z bibuły bądź krepiny oraz haftowania elementów stroju ludowego. Wycina m.in. leluje, drzewka życia oraz motywy zwierzęce (jeleń, czapla, kogut, koń), roślinne i antropomorficzne (para kurpiowska). Wykonuje palmy wielkanocne. Zajmuje się też haftowaniem strojów ludowych. W 2017 i 2019 zdobyła I miejsce w konkursie „Rękodzieło Wsi Kurpiowskiej im. Anny Kordeckiej” organizowanym przez RCKK w Myszyńcu.
Współpracuje z Muzeum Mazurskim w Szczytnie oraz Gminnym Ośrodkiem Kultury w Rozogach. W 2005 była reprezentantką regionu warmińsko-mazurskiego we Włoszech: pokazała proces robienia palm wielkanocnych i kwiatów z bibuły.
Należy do Związku Kurpiów, jest prezeską oddziału w Rozogach. Jest członkinią grupy śpiewaczej „Klonowskie Kurpsianki”. Z grupą nagrała płytę „Kurpiowskie Pieśni Leśne”.
Jest mężatką, ma córkę i syna.

## Osiągnięcia
- III miejsce na Ogólnopolskim Przeglądzie Polskich Kapel i Śpiewaków Ludowych w Kazimierzu Dolnym (1995)[1]
- I miejsce na Ogólnopolskim Przeglądzie Polskich Kapel i Śpiewaków Ludowych w Kazimierzu Dolnym (2009)[1]
- Grand Prix XXI Jarmarku Kurpiowskiego w Myszyńcu (2010)[1]
- Grand Prix VI Orzyskich Dni Folkloru (2010)[3]
- I miejsce na Ogólnopolskim Festiwalu Pieśni Kurpiowskiej w Nowogrodzie (2011)[13]

- I miejsce na Ogólnopolskim Festiwalu Pieśni Kurpiowskiej w Nowogrodzie (2012)[13]
- I miejsce na Międzynarodowym Jarmarku Folkloru w Węgorzewie (2017)[14]
- II miejsce na Ogólnopolskim Festiwal Kapel i Śpiewaków Ludowych w Kazimierzu Dolnym (2018)[10]
- II miejsce na IV Turnieju Muzyków Prawdziwych w Filharmonii w Szczecinie (2018)[15][16]
- I miejsce na Jarmarku Kurpiowskim w Myszyńcu (2019)[17]
- I miejsce na Ogólnopolskim Festiwalu Pieśni Kurpiowskiej w Nowogrodzie (2019)[13]
- I miejsce na Międzynarodowym Jarmarku Folkloru w Węgorzewie w kategorii Mistrz i uczeń (2021)[10]
- II miejsce  na Ogólnopolskim Festiwalu Kapel i Śpiewaków Ludowych w Kazimierzu w kategorii Mistrz i uczeń (2021)[10]
- I miejsce na Ogólnopolskim Festiwalu Pieśni Kurpiowskiej w Nowogrodzie (2021)[13]
- I miejsce w Konkursie Jawor u Źródeł Kultury – Radio Olsztyn (2021)[10]
- Nagroda Specjalna – Jawor u Źródeł Kultury w Tokarni (2021)[10]
- I miejsce w Konkursie Jawor u Źródeł Kultury – Radio Olsztyn (2022)[10]
- II miejsce na Ogólnopolskim Festiwal Kapel i Śpiewaków Ludowych w Kazimierzu Dolnym w kategorii soliści i I miejsce (wraz z Leną Kaczmarczyk) w kategorii Mistrz i Uczeń (soliści) (2024)[18]
- III miejsce na Turnieju Muzyków Prawdziwych w Szczecinie w kategorii tradycja (2024) za ukazanie bogactwa śpiewu kurpiowskiego oraz najlepszą interpretację wylosowanego wątku[19]

## Nagrody
- Statuetka Juranda (2000)[1][3]
- Nagroda Prezesa Związku Kurpiów „Kurpik” w kategorii Budzenie tożsamości (2004) jako członkini Oddziału Związku Kurpiów w Rozogach[4][20]
- Odznaka Honorową „Zasłużony dla Kultury Polskiej” (2010)[1]
- Medal X-lecia Związku Kurpiów „Za zasługi dla regionu kurpiowskiego” (2011)[4]
- Nagroda Prezesa Związku Kurpiów „Kurpik” w kategorii Ochrona dziedzictwa kulturowego (2017)[20]
- Nagroda im. Oskara Kolberga (2022)[2][10]
- Nagroda Marszałka Województwa Warmińsko-Mazurskiego w dziedzinie kultury (2022)[12]
- Nagroda Juranda Honorowego za całokształt działalności na rzecz upowszechniania i rozwoju kultury (2023)[21].